# كهف أديانغاو
تقع كهوف أديانغاو في بارانجاي في أديانغاو، سان خوسيه، كامارينس سور. يكشف الجزء الداخلي من الكهف عن سلسلة من المغارات، بالإضافة إلى العديد من الهوابط والصواعد، على امتداد الأرضية والسقف والتي تشكلت مثل الحجارة بالتنقيط أو ما يشبه رقاقات الثلج، والشلالات المعلقة.